# Abra nitida
Abra nitida är en musselart som först beskrevs av O. F. Mueller 1776.  Abra nitida ingår i släktet Abra och familjen Semelidae. Arten är reproducerande i Sverige. Inga underarter finns listade i Catalogue of Life.